# Ruder-Weltcup
Der Ruder-Weltcup (englische Originalbezeichnung World Rowing Cup) ist eine jährlich ausgetragene internationale Regattaserie im Rudern. Sie wird vom Weltruderverband FISA veranstaltet und dient den nationalen Ruderverbänden zur Vorbereitung auf die jährlich stattfindenden Ruder-Weltmeisterschaften und die alle vier Jahre stattfindende olympische Ruderregatta.

## Weltcup im Einer (1990–1995)
Von 1990 bis 1995 war der Weltcup im Rudern ein Wettbewerb für Spitzenskuller im Einer. Auf drei bis sechs internationalen Regatten in einer Saison konnten Punkte für eine Gesamtwertung sowie Geldpreise gewonnen werden. Der Weltruderverband wollte so seine Sportart besser vermarkten und durch TV-Präsenzen die Sponsoreneinnahmen verbessern. Diese Ziele wurden deutlich verfehlt, was letztlich zur Einstellung dieser für die Teilnehmer teuren Form des Weltcups nach der Saison 1995 führte.
| Saison | Stationen | Gesamtsiegerin              | Gesamtsieger                     |
| ------ | --- | --------------------------- | -------------------------------- |
| 1990   | Vereinigte Staaten, Mission Bay, San Diego (7. April) Deutschland, Mühlauhafen, Mannheim (13. Mai) Norwegen, Årungen (3. Juni) Niederlande, Bosbaan, Amsterdam (1. Juli) Schweiz, Rotsee, Luzern (15. Juli)                                                                                                 | Titie Jordache, Deutschland | Jüri Jaanson, Estland            |
| 1991   | Italien, Lago di Piediluco (10. April) Deutschland, Regattabahn Duisburg, Duisburg (26. Mai) Schweden, Hjälmsjön, Örkelljunga (2. Juni) Niederlande, Bosbaan, Amsterdam (29. Juni) Schweiz, Rotsee, Luzern (14. Juli)                                                                                       | Silken Laumann, Kanada      | Václav Chalupa, Tschechoslowakei |
| 1992   | Vereinigte Staaten, Mission Bay, San Diego (5. April) Deutschland, Fühlinger See, Köln (3. Mai) Dänemark, Bagsværd-See, Kopenhagen (31. Mai) Schweiz, Rotsee, Luzern (14. Juni) | Beate Schramm, Deutschland  | Thomas Lange, Deutschland        |
| 1993   | Australien, Yarra River, Melbourne (28. Februar) Mexiko, Pista Olímpica Virgilio Uribe, Mexiko-Stadt (28. März) Deutschland, Regattabahn Duisburg, Duisburg (23. Mai) Finnland, Kaukajärvi, Tampere (6. Juni) Vereinigtes Königreich, Themse, Henley-on-Thames (4. Juli) Schweiz, Rotsee, Luzern (11. Juli) | Annelies Bredael, Belgien   | Václav Chalupa, Tschechien       |
| 1994   | Deutschland, Regattabahn Duisburg, Duisburg (22. Mai) Vereinigtes Königreich, Themse, Henley-on-Thames (3. Juli) Schweiz, Rotsee, Luzern (17. Juli) | Marnie McBean, Kanada       | Xeno Müller, Schweiz             |
| 1995   | Belgien, Hazewinkel, Willebroek (4. Juni) Frankreich, Stade nautique de Vaires-sur-Marne, Paris (18. Juni) Vereinigtes Königreich, Themse, Henley-on-Thames (2. Juli) Schweiz, Rotsee, Luzern (9. Juli) | Trine Hansen, Dänemark      | Jüri Jaanson, Estland            |

## Ruder-Weltcup (seit 1997)
Nach dem Scheitern des Vorgängerformates und drei von der Öffentlichkeit kaum wahrgenommenen Ruder-Weltmeisterschaften in den Jahren 1993 bis 1995 änderte man im Weltverband grundlegend die Anforderungen an internationale Spitzenregatten. Bewerber um die Ausrichtung dieser Veranstaltungen mussten fortan eine hervorragende Regattastrecke und Konzepte zur Vermarktung und Medienarbeit vor Ort einreichen, um Chancen für den Zuschlag einer Veranstaltung zu haben. Gleichzeitig wurden die Sponsorenregelungen im „FISA Rule Book“, dem für Wettkämpfe relevanten Regelwerk des Weltruderverbandes, zur Saison 1997 erheblich liberalisiert. Vielfältige Werbemöglichkeiten auf Trikots, Booten und Bannern sind seitdem vorhanden. Im Zuge dieser Änderungen wurde zur Saison 1997 auch der Ruder-Weltcup in heutiger Form mit drei Wertungsregatten im Frühsommer geschaffen, so dass zusammen mit den Ruder-Weltmeisterschaften vier internationale Spitzenregatten im Regattakalender stehen.

### Vermarktung

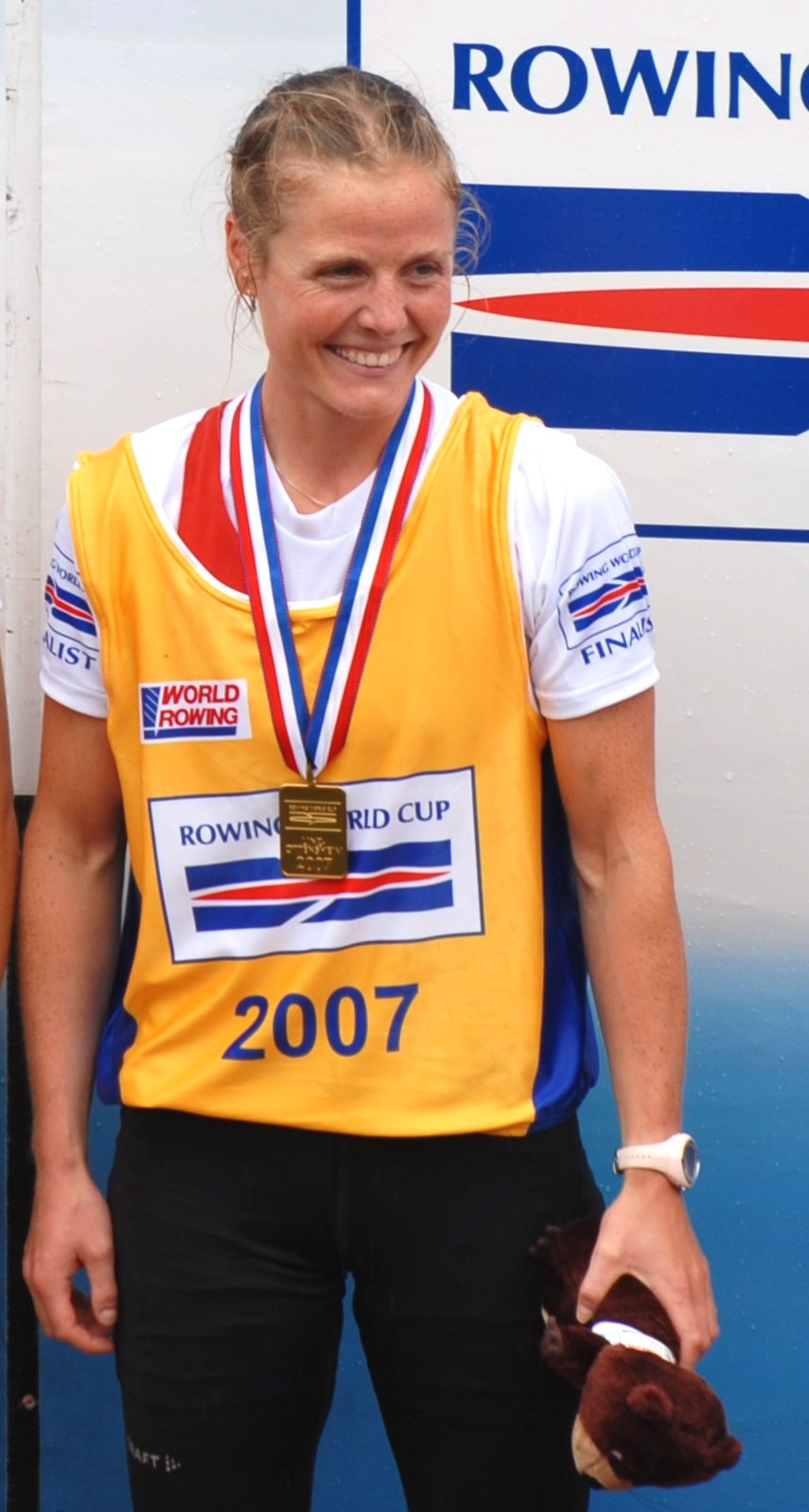
Katrin Olsen (Dänemark, Leichtgewichts-Doppelzweier der Frauen) mit Goldmedaille und gelbem Trikot beim Ruder-Weltcup in Ottensheim 2007.

Der internationale Rudersport wurde mit diesen Maßnahmen wieder interessant für Sponsoren und die Medien. Der Weltruderverband konnte durch einen Vertrag mit der Europäischen Rundfunkunion einen starken Partner für hochwertiges Medienmaterial gewinnen. Zusammen mit einem weiteren Kontrakt mit dem Sender Eurosport war die Übertragung der neuen Regattaserie in mehr als 50 europäische Länder gesichert.
Als Name-Sponsor für den Ruder-Weltcup sind in der Vergangenheit verschiedene Firmen aufgetreten. Die Krombacher Brauerei war 1998 der erste Name-Sponsor, gefolgt vom Finanzdienstleister Zurich (2000–2002) und dem Beratungsunternehmen BearingPoint (2003–2005). Nach einigen Jahren ohne Name-Sponsor war der Ruder-Weltcup in den Saisons 2011 bis 2014 nach dem südkoreanischen Technologiekonzern Samsung benannt. Die zusätzlichen Einnahmen des Weltruderverbandes aus TV-Verträgen und Sponsoring im Zusammenhang mit dem Ruder-Weltcup fließen seit 1996 auch in ein Entwicklungsprogramm für Länder, in denen der Rudersport keine lange Tradition hat. Die Zahl der an der olympischen Regatta und der Qualifikation teilnehmenden Verbände hat sich dadurch von 44 im Jahr 1992 auf 101 im Jahr 2008 mehr als verdoppelt.
Zur Vermarktung des Ruder-Weltcups in den Medien existiert ein Punktesystem zur Ermittlung von Gesamtsiegern in jeder Bootsklasse sowie des besten Verbandes einer Saison. Für den Gewinn des A-Finals bei einer Weltcupregatta erhält eine Mannschaft acht Punkte für die Wertung in ihrer Bootsklasse, für die weiteren Plätze bis zum siebten Platz (Gewinner des B-Finals) werden absteigend sechs Punkte bis ein Punkt vergeben. Ab der zweiten Wertungsregatta trägt die führende Mannschaft jeder Bootsklasse ein gelbes Trikot mit Sponsorenaufdruck unter dem Rudereinteiler. Die beste Nation wird ermittelt, indem die Wertungen aller Bootsklassen zusammengezählt werden. Seit 1997 konnte der Deutsche Ruderverband die Gesamtwertung elfmal gewinnen, der Britische Verband siebenmal und der neuseeländische Verband dreimal.

### Regelwerk
An drei Regattawochenenden üblicherweise im Zeitraum von Mai bis Juli dürfen die Mitglieder des Weltruderverbandes, die nationalen Ruderverbände, Mannschaften zu den ausgetragenen Rennen an den Start bringen. Das Programm orientiert sich dabei an dem der Ruder-Weltmeisterschaften, auch die Streckenlänge entspricht der olympischen Distanz von 2000 Metern. Da die Mitgliedsverbände mehrere Boote in jeder Klasse melden dürfen und zwischen den Regatten auch die Mannschaften verändern dürfen, stellt der Ruder-Weltcup für sie eine attraktive Regattaserie mit internationalem Spitzensport dar, die vor allem zur Selektion der Nationalmannschaften für die meist im August oder September stattfindende Ruder-Weltmeisterschaften oder die olympische Ruderregatta dient.

### Austragungsorte
Bis einschließlich zum Ruder-Weltcup 2012 fand sowohl auf dem Rotsee in Luzern als auch auf der Regattastrecke Oberschleißheim in München jeweils eine der drei Weltcupregatten einer Saison statt, sofern auf diesen Regattastrecken nicht die Ruder-Weltmeisterschaften im selben Jahr stattfanden. Ab 2013 ist lediglich die Strecke in Luzern fester Teil der Serie. Die zweite und dritte Wertungsregatta finden an wechselnden Orten statt und wurden in der Vergangenheit von den Streckenbetreibern häufig als Generalprobe für eine später anstehende Großveranstaltung wie den Ruder-Weltmeisterschaften genutzt. Der Schwerpunkt der Austragungsorte für die Regatten des Ruder-Weltcups liegt in Europa, die erste Austragung außerhalb Europas war Princeton in den USA im Jahr 2001. Damals wurde auch einmalig die Weltcupserie mit vier Wertungsregatten durchgeführt. In den Jahren 2013 und 2014 fand jeweils eine Weltcupregatta in Sydney, Australien statt. Das Teilnehmerfeld ist aufgrund der Austragungsorte häufig stark europäisch geprägt, da Überseeverbände aus Kostengründen erst zu den Ruder-Weltmeisterschaften mit einer kompletten Mannschaft anreisen. In der Nationen-Gesamtwertung spielten deshalb die starken Verbände aus Kanada, den Vereinigten Staaten, Australien und Neuseeland lange keine Rolle, ab 2014 gewann Neuseeland dann den Wettbewerb dreimal in Folge.
In der Saison 2020 wurden Mitte März wegen der COVID-19-Pandemie alle drei Weltcupregatten ersatzlos gestrichen. Zunächst wurden die beiden nach Italien vergebenen Regatten abgesagt, da dort die Fallzahlen der COVID-19-Erkrankten schon früh im Verlaufe der Pandemie hoch waren. Nachdem am 13. und 14. März Maßnahmen zur Eindämmung der Pandemie in weiten Teilen Europas eingeführt wurden, strich der Weltruderverband auch die für Mitte Mai geplante dritte Regatta in Luzern. Im gleichen Zuge wurden auch alle ausstehenden Qualifikationsregatten für die olympische Ruderregatta 2020 ersatzlos gestrichen.
| Saison | Namenssponsor | Stationen | Sieger der Gesamtwertung | Punktzahl |
| ------ | ------------- | --- | ------------------------ | --------- |
| 1997   |               | Deutschland, Regattastrecke Oberschleißheim, München (31. Mai–1. Juni) Frankreich, Stade nautique de Vaires-sur-Marne, Paris (21.–22. Juni) Schweiz, Rotsee, Luzern (11.–13. Juli)                                       | Deutschland              | 209       |
| 1998   | Krombacher    | Deutschland, Regattastrecke Oberschleißheim, München (29.–31. Mai) Belgien, Hazewinkel, Willebroek (19.–21. Juni) Schweiz, Rotsee, Luzern (10.–12. Juli)                                                                 | Deutschland              | 137       |
| 1999   |               | Belgien, Hazewinkel, Willebroek (28.–30. Mai) Österreich, Alte Donau, Wien (18.–20. Juni) Schweiz, Rotsee, Luzern (9.–11. Juli)                                                                                          | Deutschland              | 136       |
| 2000   | Zurich        | Deutschland, Regattastrecke Oberschleißheim, München (1.–3. Juni) Österreich, Neue Donau, Wien (23.–25. Juni) Schweiz, Rotsee, Luzern (14.–16. Juli)                                                                     | Deutschland              | 143       |
| 2001   | Zurich        | Vereinigte Staaten, Mercer Lake, Princeton (26.–28. April) Spanien, Guadalquivir, Sevilla (14.–16. Juni) Österreich, Alte Donau, Wien (28.–30. Juni) Deutschland, Regattastrecke Oberschleißheim, München (13.–15. Juli) | Deutschland              | 172       |
| 2002   | Zurich        | Belgien, Hazewinkel, Willebroek (14.–16. Juni) Deutschland, Regattastrecke Oberschleißheim, München (12.–14. Juli) Schweiz, Rotsee, Luzern (1.–3. August)                                                                | Deutschland              | 209       |
| 2003   | BearingPoint  | Italien, Idroscalo, Mailand (29.–31. Mai) Deutschland, Regattastrecke Oberschleißheim, München (20.–22. Juni) Schweiz, Rotsee, Luzern (11.–13. Juli)                                                                     | Deutschland              | 198       |
| 2004   | BearingPoint  | Polen, Jezioro Maltańskie, Posen (7.–9. Mai) Deutschland, Regattastrecke Oberschleißheim, München (27.–29. Mai) Schweiz, Rotsee, Luzern (18.–20. Juni)                                                                   | Deutschland              | 189       |
| 2005   | BearingPoint  | Vereinigtes Königreich, Dorney Lake, Eton (26.–28. Mai) Deutschland, Regattastrecke Oberschleißheim, München (17.–19. Juni) Schweiz, Rotsee, Luzern (8.–10. Juli)                                                        | Deutschland              | 153       |
| 2006   |               | Deutschland, Regattastrecke Oberschleißheim, München (25.–27. Mai) Polen, Jezioro Maltańskie, Posen (15.–17. Juni) Schweiz, Rotsee, Luzern (7.–9. Juli)                                                                  | Deutschland              | 166       |
| 2007   |               | Österreich, Donau, Linz/Ottensheim (1.–3. Juni) Niederlande, Bosbaan, Amsterdam (22.–24. Juni) Schweiz, Rotsee, Luzern (13.–15. Juli)                                                                                    | Vereinigtes Königreich   | 161       |
| 2008   |               | Deutschland, Regattastrecke Oberschleißheim, München (8.–11. Mai) Schweiz, Rotsee, Luzern (30. Mai–1. Juni) Polen, Jezioro Maltańskie, Posen (20.–22. Juni)                                                              | Vereinigtes Königreich   | 134       |
| 2009   |               | Spanien, Estany de Banyoles, Banyoles (29.–31. Mai) Deutschland, Regattastrecke Oberschleißheim, München (19.–21. Juni) Schweiz, Rotsee, Luzern (10.–12. Juli)                                                           | Vereinigtes Königreich   | 213       |
| 2010   |               | Slowenien, Bleder See, Bled (28.–30. Mai) Deutschland, Regattastrecke Oberschleißheim, München (18.–20. Juni) Schweiz, Rotsee, Luzern (9.–11. Juli)                                                                      | Vereinigtes Königreich   | 231       |
| 2011   | Samsung       | Deutschland, Regattastrecke Oberschleißheim, München (27.–29. Mai) Deutschland, Regattastrecke Allermöhe, Hamburg (17.–19. Juni) Schweiz, Rotsee, Luzern (8.–10. Juli)                                                   | Deutschland              | 177       |
| 2012   | Samsung       | Serbien, Save, Belgrad (4.–6. Mai) Schweiz, Rotsee, Luzern (25.–27. Mai) Deutschland, Regattastrecke Oberschleißheim, München (15.–17. Juni)                                                                             | Vereinigtes Königreich   | 199       |
| 2013   | Samsung       | Australien, Penrith Lake, Sydney (22.–24. März) Vereinigtes Königreich, Dorney Lake, Eton (21.–23. Juni) Schweiz, Rotsee, Luzern (12.–14. Juli)                                                                          | Vereinigtes Königreich   | 179       |
| 2014   | Samsung       | Australien, Penrith Lake, Sydney (28.–30. März) Frankreich, Lac d’Aiguebelette, Haute-Savoie (20.–22. Juni) Schweiz, Rotsee, Luzern (11.–13. Juli)                                                                       | Neuseeland               | 141       |
| 2015   |               | Slowenien, Bleder See, Bled (8.–10. Mai) Italien, Lago di Varese, Varese (19.–21. Juni) Schweiz, Rotsee, Luzern (10.–12. Juli)                                                                                           | Neuseeland               | 117       |
| 2016   |               | Italien, Lago di Varese, Varese (15.–17. April) Schweiz, Rotsee, Luzern (27.–29. Mai) Polen, Jezioro Maltańskie, Posen (17.–19. Juni)                                                                                    | Neuseeland               | 119       |
| 2017   |               | Serbien, Save, Belgrad (5.–7. Mai) Polen, Jezioro Maltańskie, Posen (16.–18. Juni) Schweiz, Rotsee, Luzern (7.–9. Juli)                                                                                                  | Vereinigtes Königreich   | 134       |
| 2018   |               | Serbien, Save, Belgrad (1.–3. Juni) Österreich, Donau, Linz/Ottensheim (22.–24. Juni) Schweiz, Rotsee, Luzern (13.–15. Juli)                                                                                             | Deutschland              | 130       |
| 2019   |               | Bulgarien, Ruderkanal Plowdiw, Plowdiw (10.–12. Mai) Polen, Jezioro Maltańskie, Posen (21.–23. Juni) Niederlande, Willem-Alexander Baan, Rotterdam (12.–14. Juli)                                                        | Australien               | 120       |
| 2020   |               | Italien, Lago di Sabaudia, Sabaudia (10.–12. April; abgesagt) Italien, Lago di Varese, Varese (1.–3. Mai; abgesagt) Schweiz, Rotsee, Luzern (22.–24. Mai; abgesagt)                                                      | –                        | –         |
| 2021   |               | Kroatien, Jarun-See, Zagreb (30. April–2. Mai) Schweiz, Rotsee, Luzern (21.–23. Mai) Italien, Lago di Sabaudia, Sabaudia (4.–6. Juni)                                                                                    | Deutschland              | 99        |
| 2022   |               | Serbien, Save, Belgrad (27.–29. Mai) Polen, Jezioro Maltańskie, Posen (17.–19. Juni) Schweiz, Rotsee, Luzern (8.–10. Juli)                                                                                               | Niederlande              | 141       |
| 2023   |               | Kroatien, Jarun-See, Zagreb (5.–7. Mai) Italien, Lago di Varese, Varese (16.–18. Juni) Schweiz, Rotsee, Luzern (7.–9. Juli)                                                                                              | Vereinigtes Königreich   | 115       |
| 2024   |               | Italien, Lago di Varese, Varese (12.–14. April) Schweiz, Rotsee, Luzern (24.–26. Mai) Polen, Jezioro Maltańskie, Posen (14.–16. Juni)                                                                                    |                          |           |
| 2025   |               | Italien, Lago di Varese, Varese (13.–15. Juni) Schweiz, Rotsee, Luzern (27.–29. Juni) |                          |           |